# Harry Palmer
Harry Palmer (* 3. April 1944) ist ein US-amerikanischer Autor sowie Gründer und Inhaber der Firma Star’s Edge International, die das von ihm entwickelte Kurssystem Avatar weltweit vermarktet. Avatar vermittelt Kursteilnehmern laut der deutschen Avatar-Website eine „Reihe geistiger Verfahren“. „Und als die Verfahren sich entwickelten, wurden sie buchstäblich zu einem Schlüssel zu den Geheimnissen des Universums.“

## Studium
Harry Palmer besuchte 1962 das Clarkson College of Technology in Potsdam im US-Bundesstaat New York, brach das Ingenieur-Studium aber ab. Er erhielt 1969 vom Ithaca College im US-Bundesstaat New York einen Bachelor of Art in Englisch. Er erwarb die Berechtigung, Englisch an einer High School zu unterrichten und war zunächst als Lehrer tätig. Im autobiographischen Teil von Palmers Hauptwerk Die Kunst befreit zu Leben steht auf Seite 22: „69 machte ich Examen. Magister mit den Hauptfächern Englisch, Geschichte, Philosophie und Erziehungspsychologie“.

## Scientology-Mission in Elmira
Ab 1972 betrieb Harry Palmer eine Scientology-Mission in Elmira. 1975 gründete er die Firma The Elmira Mission of the Church of Scientology und erhielt im folgenden Jahr von Scientology eine Lizenz, die ihm erlaubte, Materialien und Markennamen zu nutzen, an denen L. Ron Hubbard die Rechte hielt. Neben dem Firmennamen Scientology Elmira bot Palmer auch unter dem Namen Center for Creative Learning Scientology-Kurse und -Auditing an.
Die Mission musste zunächst 10 % der Einnahmen als Lizenzgebühren an Scientology abführen. Später wurden die Lizenzgebühren auf 15 % erhöht. Als Palmer 1984 die Zahlungen an Scientology einstellte, wurde ihm die Scientology-Lizenz entzogen. Da Palmer weiterhin Scientology-Kurse anbot, wurde er von der Scientology-Kirche wegen unerlaubter Nutzung des Markennamens Scientology verklagt.
Scientology gewann den Prozess in zweiter Instanz und es kam zur Insolvenz der Elmira-Mission. Im Mai 1987 schließlich einigten sich Palmer und die Scientology-Kirche. Über den genauen Inhalt der getroffenen Vereinbarung wurde Stillschweigen vereinbart.
Nach Aussagen ehemaliger Mitarbeiter wurden, als die Mission kurz vor dem Ende stand, die Anhänger Palmers dazu aufgefordert, Bankkredite aufzunehmen und Kurspakete zu einem „Sonderpreis“ zu erwerben. Diese hätten im Durchschnitt 60.000 Dollar für ein solches Paket gezahlt, Kunden hingegen über 160.000 Dollar. Als Palmer Elmira verließ, stand demnach in Elmira ein Teil seiner früheren Anhänger vor dem finanziellen Ruin.

## Avatar
1986 begann Palmer, das Kurssystem „Avatar“ zu entwickeln, und gründete in Orlando die Firma Star's Edge, die „Avatar“ weltweit vermarktet. Laut Palmer wird das, was ein Mensch erlebt, durch seine Überzeugungen bestimmt (engl. „belief“) bzw. durch das, was er innigst glaubt. Wenn ein Mensch etwas in seinem Leben ändern möchte, kann er dies laut Palmer dadurch, dass er seine Überzeugungen ändert. Avatar soll dem Kursteilnehmer ermöglichen, gewünschte und erwünschte Überzeugungen bzw. Lebensrealitäten zu „kreieren“ und unerwünschte Überzeugungen zu „diskreieren“. Wer am Ende der kompletten Kursreihe die Stufe des „Wizard“ erreicht habe, verfüge über „ein solches Verständnis und eine solche Kontrolle über die Kreation“, dass seine „Fähigkeiten magisch oder übernatürlich anmuten“.
Die erste Version des Kurses verwendete Scientology-Jargon. Palmer vermarktete Avatar zunächst als einen „Rundown“, der der „endgültige Abschluss des Falls“ sei. Der Rundown decke „die ganze Spannweite der scientologischen Brücke“ ab sowie „den Weg Buddhas“. Der Begriff Rundown wird innerhalb von Scientology für eine Serie thematisch verwandter sog. Auditing-Schritte verwendet, den Fall abzuschließen bedeutet für einen Scientologen am Ziel angelangt zu sein und kein weiteres Auditing mehr zu benötigen. Der Kurs wurde später sprachlich überarbeitet und Scientology-typische Begriffe entfernt. Star' Edge vermarktet den Kurs heute als „eine Reihe erfahrungsbezogener Übungen, die Ihnen helfen, das Wissen zu erschließen, das in Ihrem Bewusstsein bereits enthalten ist und Ihr Bewusstsein auf das auszurichten, was Sie erreichen wollen.“
Das Avatar Kurssystem besteht aus Avatar-Kurs, Master-Kurs und Wizard-Kurs, wobei der Avatar-Kurs aus drei und der Master-Kurs aus zwei Kursteilen besteht. Die einzelnen Kursteile kosten zwischen 267,75 Euro und 7500 US-Dollar. Der Avatar-Kurs wird von Avatar-Lizenznehmern angeboten, die zwischen 15 und 25 % ihrer Kurs-Einnahmen als Lizenzgebühr an Star's Edge zahlen. Anbieter der übrigen Kursteile ist Star's Edge.
Kursteilnehmer erhalten eine Kurzbeschreibung der Haupttechnik des Avatar-Kurses, der sog. Creation Handling Procedure (CHP), die sie nach Hause mitnehmen können. Die übrigen Kursunterlagen müssen am Ende eines Kurses an die Trainer zurückgeben werden. Alle Teilnehmer müssen einen Vertrag unterschreiben, in dem sie sich verpflichten, die Kursunterlagen nicht zu kopieren, nicht gerichtlich gegen Star's Edge vorzugehen sowie anerkennen, dass kein Mitarbeiter oder Repräsentant von Star's Edge versprochen hat, dass durch die Teilnahme an einem Kurs bestimmte Resultate zu erzielen seien. Laut Kursteilnehmern sind umfangreiche Notizen über den Inhalt der Kursunterlagen unerwünscht. Die Geheimhaltung der Kursinhalte erfolgt laut Harry Palmer aus wirtschaftlichen Gründen, weiterhin um sicherzustellen, dass nur qualifizierte Trainer die Avatar-Inhalte anbieten können, sowie um die Kursinhalte vor Profanierung zu schützen.
Protagonisten auf deutschsprachigen Seiten sind u. a. Uwe Bühler, Lindau in Deutschland.
Auffallend ist deren Anspruch, ohne entsprechenden Rückhalt auch medizinisch/psychologische Themen abzudecken, was wiederum dem allumfassenden Anspruch von Scientologie entsprechen könnte.
Avatar wird von ehemaligen Kursteilnehmern und Avatar-Mastern, Sektenexperten und Medien kritisch gesehen. Manche sind der Meinung, dass Avatar zu überhöhten Preisen alten Wein in neuen Schläuchen verkaufe, andere sehen in Avatar einen „Psychokult“ oder sehen Ähnlichkeiten zwischen Inhalten des „Wizard-Kurses“ und Inhalten der Operating-Thetan-Stufen von Scientology. Angehörige und ernüchterte Kursteilnehmer berichten häufig von Störungen der Realitätswahrnehmung und massiven Konflikten mit dem sozialen Umfeld, welche offenbar nicht selten nach Teilnahme an Avatarkursen auftreten.

## Harry Palmer, Star's Edge versus Eldon Braun
Im Jahr 2000 begann Harry Palmer, mit rechtlichen Mitteln gegen den ehemaligen Avatar Master und Palmer Kritiker Eldon Braun vorzugehen. Dieser bot seit 1989 als Lizenznehmer den Avatar-Kurs an. Im Jahr 1991 kam es zum Bruch mit Palmer, der Braun die Lizenz zum Anbieten von Avatar-Kursen entzog. Dieser veröffentlichte daraufhin einen Palmer-kritischen Artikel im Internet und entwickelte als Konkurrenzprodukt einen Kurs zum Selbststudium mit dem Namen The Source Course, der im Gegensatz zum Avatar-Kurs, dessen Inhalte geheim gehalten werden, für das breite Publikum konzipiert war. Menschen, die sich den Kurs nicht leisten konnten, bot Braun The Source Course kostenlos an.
Palmer verklagte Braun wegen Copyright- und Trademarkverletzungen, unlauterem Wettbewerb, Vertragsbruch, Einmischung in Geschäftsbeziehungen und Verleumdung. Nach mehreren Instanzen wurde Braun schließlich im Jahr 2005 zu Schadensersatzzahlungen von 56.000 US$ verurteilt. Weiterhin machte Palmer Anwaltskosten von über 350.000 US$ geltend. Im Juli 2005 kam es zur Insolvenz von Braun.

## Fehlende Lizenz als Psychologe in Florida
Im Februar 2006 führte das Department of Health des US-Bundesstaates Florida eine Untersuchung unter anderem wegen Titelmissbrauch durch. Harry Palmer wurde von seinem Kritiker Eldon Braun (siehe oben) vorgeworfen, sich Psychologe zu nennen, ohne eine in Florida gültige Lizenz zu besitzen. Palmer unterzeichnete eine Unterlassungserklärung. Dennoch behaupten deutsche Avatarmaster auf ihren Webseiten nach wie vor, Palmer habe die sogenannte Technologie (siehe Scientology) als „Psychologe“ entdeckt.

## Werke von Palmer
- Die Kunst befreit zu leben – Die Entdeckung und Entwicklung von Avatar, ISBN 3-933496-19-5, Kamphausen,
- ReSurfacing – Techniken zur Erforschung des Bewusstseins, ISBN 3-933496-22-5, Kamphausen,
- Gesammelte Weisheiten – Liebe die kostbare Menschheit, ISBN 3-933496-57-8, Kamphausen,
- Im Inneren von Avatar – Das Buch, ISBN 1-891575-16-3,
- Das Thoughtstorm-Handbuch – Eine Evolution des menschlichen Denkens, Kamphausen, ISBN 3-933496-51-9.